# Sarvelāt
Sarvelāt (persiska: سرولات) är en ort i Iran.   Den ligger i provinsen Gilan, i den norra delen av landet, 160 km nordväst om huvudstaden Teheran. Sarvelāt ligger 75 meter över havet och antalet invånare är 573.
Terrängen runt Sarvelāt är varierad. Runt Sarvelāt är det ganska tätbefolkat, med 129 invånare per kvadratkilometer. Närmaste större samhälle är Ramsar, 9,8 km öster om Sarvelāt. I omgivningarna runt Sarvelāt växer i huvudsak blandskog.